# みえ検定
みえ検定（みえけんてい）は、三重県に関する総合的な知識を問うご当地検定で、春期と秋期の年2回の試験が行われている。一般社団法人三重県産業振興協会が主催する。

## 受験資格
制限なし（2級受験は3級合格者、1級受験は2級合格者に限る）

## 試験会場
三重県内の複数会場。

## 出題内容
観光、歴史、神社仏閣、史跡、自然、地理、 文化、祭や行事、娯楽、食、くらし、ことば、工芸、芸術、文学、神話や伝承、経済、産業など三重に関する幅広い分野。 
公式問題集から100%出題される。

## 回答方式
マークシート方式で100問（制限時間60分）、30分後から退出することができる。

## 合格点
70%以上

## 合格発表
受験者各自に後日郵送される。